# Armoiries du Bénin
Les armoiries du Bénin ont été reprises (on a repris les armoiries de la période précédente, c'est-à-dire du Dahomey) en 1990 après avoir été remplacées durant la période de la république populaire du Bénin (1975-1990). 
Blasonnement. : Les armoiries définies par la première constitution, sont décrites comme suit :
Écartelé
- au premier quartier, d'argent au château somba d’or ;
- au deuxième, d'argent à l'étoile du Bénin au naturel c'est-à-dire d’une croix à huit pointes d'azur anglées de rayons d'argent et de sable en abîme
- au troisième, d'argent au palmier de sinople chargé d'un fruit de gueules ;
- au quatrième, d'argent au navire de sable voguant sur une mer d'azur ;
- avec, brochant sur la ligne de l'écartelé, un losange de gueules ;

Supports : deux panthères d'or tachetées de sable et lampassées de gueules ;
Timbre : deux cornes d’abondance de sable d'où sortent des épis de maïs ;
Devise : Fraternité, Justice, Travail, en caractères de sable sur une banderole d'argent.

## Évolution

République du Dahomey (1958-1964).
Sceau du Dahomey (défini par la loi du 11 août 1964).
République populaire du Bénin (1975-1990).
République du Bénin (1990).